# Portyk Malowany

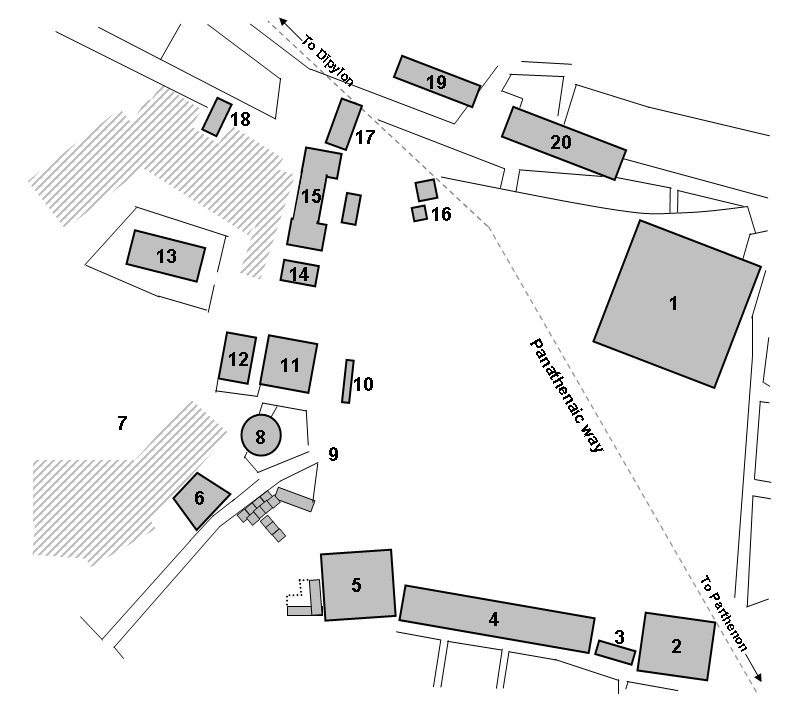
Plan Agory Ateńskiej z usytuowaniem Portyku Malowanego (nr 20)

Portyk Malowany (Stoa Poikile, gr. ἡ ποικίλη στοά) – portyk (gr. stoa) na agorze ateńskiej ozdobiony obrazami przedstawiającymi wielkie czyny Ateńczyków (zarówno historyczne, jak i legendarne). Od greckiej nazwy portyku pochodzi nazwa kierunku filozoficznego – stoicyzm.
Portyk został wybudowany około roku 460 p.n.e. z inicjatywy Kimona i sfinansowany przez jego szwagra, Pejsianaksa. Budowla znajdowała się w północnej części agory, mając służyć ochronie przed deszczem i słońcem; odbywały się tam również sądy. Była to zadaszona hala z dorycką kolumnadą, zamknięta z tyłu ścianą, którą ozdobiono obrazami przedstawiającymi wielkie czyny Ateńczyków. Nie wiadomo, czy były to freski, czy obrazy na drewnianych tablicach przymocowanych do ścian. Autorami malowideł byli Polignot z Tazos, Mikon i Panajnos. 
W czasach Pauzaniasza (II wiek n.e.) obrazy na ścianach portyku przedstawiały: bitwę pod Ojnoe, zdobycie Troi, walkę Tezeusza z Amazonkami i bitwę pod Maratonem.
Wątkiem łączącym wszystkie obrazy były zwycięstwa Ateńczyków nad historycznymi i mitologicznymi przeciwnikami. Malowidło Polignota wymienione przez Pauzaniasza jako pierwsze  przedstawiało ateńskich hoplitów ustawionych w szyku bojowym przed bitwą ze Spartanami. Autorem przedstawionej obok Amazonomachii był Mikon. Kolejny obraz, autorstwa Polignota, przedstawiał zburzenie Troi, a także ilustrował mit o znieważeniu Kassandry przez Ajasa. Malarz ukazał zgromadzenie wodzów związane z tą sprawą, a także samych Ajasa i Kassandrę oraz inne branki trojańskie. Według legendy artysta umieścił wśród nich swoją ukochaną Elpinike jako Laodike, najpiękniejszą z córek Priama.
Obraz przedstawiający bitwę pod Maratonem albo również był dziełem Polignota, albo Panajnosa. Artysta ukazał jednocześnie sceny rozgrywające się w różnych fazach bitwy: wyruszających do ataku Platejczyków i Ateńczyków, następnie uciekających pokonanych Persów, wreszcie – na ostatnim planie –  Greków zabijających przeciwników, którzy usiłują wedrzeć się na okręty fenickie. Wśród przedstawionych postaci znaleźli się greccy przywódcy Miltiades i Kallimach oraz tragik Ajschylos, jego brat Kynegejros, któremu odcięto rękę podczas próby uchwycenia się wrogiego okrętu oraz oślepiony podczas bitwy Epizelos, a także perscy wodzowie Datis i Artafernes. Na obrazie znaleźli się również herosi Maraton, Tezeusz i Echetlos oraz Herakles i bogini Atena.
Ściany udekorowane były również zdobytymi podczas wojen tarczami i elementami uzbrojenia (Pauzaniasz wymienia między innymi tarcze spartańskich jeńców pojmanych pod Sfakterią).
Pod koniec IV wieku p.n.e. działalność w Atenach rozpoczął filozof Zenon z Kition, który nie będąc obywatelem, nie miał możliwości nabycia własnego budynku w mieście. Zaczął więc prowadzić wykłady i dyskusje w portyku, toteż jego szkołę zaczęto nazywać Stoą, a uczniów stoikami.
Portyk istniał jeszcze na początku V wieku n.e. Odwiedzający Ateny w 402 roku Synesios z Cyreny pisał w liście: jak po złożonym na ofiarę zwierzęciu pozostaje tylko skóra, po której można poznać istotę dawniej żyjącą, tak po wyniesieniu się stąd filozofii przybysz może podziwiać tylko Akademię, Liceum i Malowaną Stoę . Z tego samego źródła wiadomo również, że w tym okresie nie było już obrazów na ścianach budowli.
Archeolodzy odkryli pozostałości portyku na początku lat osiemdziesiątych XX wieku.